# Friedrich Paulus

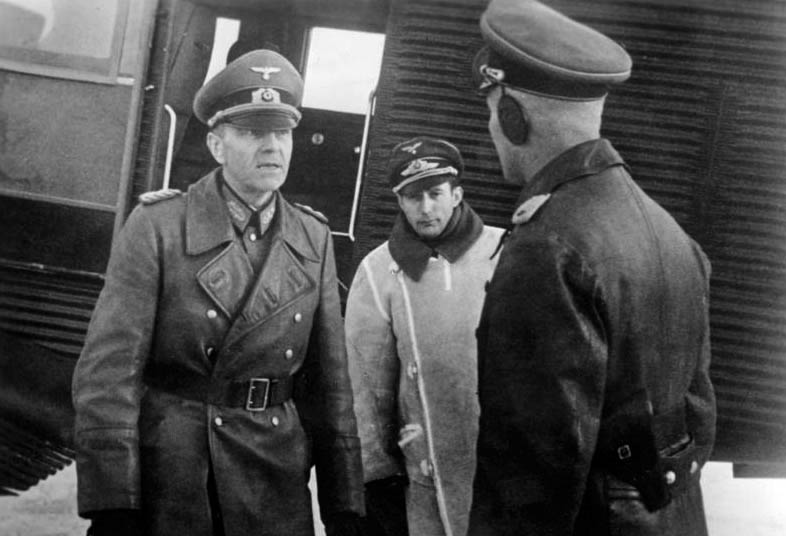
A szovjet fronton, Poltawa mellett 1942-ben

Friedrich Wilhelm Ernst Paulus (Breitenau, Német Birodalom, 1890. szeptember 23. – Drezda, NDK, 1957. február 1.) német katonatiszt, a második világháborúban tábornagy, hadseregparancsnok, egyetemi oktató.

## Pályakezdet
Friedrich Paulus a mai Hessen tartományban született. Az érettségit az alsó-szászországi Kassel város gimnáziumában tette le. Nem tudta megvalósítani álmát, hogy a császári haditengerészet tisztje lehessen, mivel polgári származása nem tette lehetővé számára a tengerészethez való belépést. (Paulus édesapja gyári munkás volt.) A marburgi egyetem jogi fakultására iratkozott be, de egy félév után otthagyta a képzést. Badenbe ment, és belépett a 111-es számú gyalogezredbe, ahol különböző altiszti pozíciókat töltött be. 1911-ben hadnaggyá nevezték ki. 
Egy évvel később feleségül vette a román származású Elena Rosetti-Solescut, egyik tiszttársának leányát. Házasságukból három gyermek született.

## Az első világháború
Paulus az első világháború tisztjeként bejárta egész Európát. 1914 nyarán, Freiburgban érte a háború kitörése. Paulus ezrede már a háború első napjaiban összecsapott a franciákkal, akik megszállták Elzász egy részét és Paulus alakulatait a Rajna jobb partjára szorították vissza. Paulus részt vett a Franciaország elleni támadásban. Az általa vezetett csapatok súlyos veszteségeket szenvedtek a Saar-vidéken, Metz és Nancy között. 1914. október 8-án Lille és Arras között (Észak-Franciaországban) Paulus hirtelen megbetegedett.
Hosszú betegség után csak 1915-ben térhetett vissza a frontra. Vezérkari tiszt lett egy porosz hegyivadász alakulatnál. 1915 októberében alakulatával Magyarországra érkezett, hogy a Szerbia elleni hadjáratban vegyen részt. 1916-ban főhadnaggyá léptették elő. 1916-ban részt vett a szerb hadsereg teljes szétverésével zárult hadjáratban. Rövid ideig szolgált a tiroli fronton, majd megint a Nyugati frontra vezényelték. Részt vett a verduni csatában. A háború hátralévő részét Erdélyben, az Isonzó mellett és Flandriában töltötte frontszolgálatban. A háború vége századosként érte.

## A két háború között
A háború után Paulus alakulatát feloszlatták. Csatlakozott a keleti határon a lengyelek ellen harcoló szabadcsapatok egyikéhez. A harcokban nem vett részt, helyette toborzó munkát végzett.
1920-ban végül a konstanzi 14-es gyalogezrednél kötött ki és a katonai karrier folytatása mellett döntött. 1924-ben Stuttgartba került, ahol a 13-as gyalogezred törzskarában dolgozott. Itt ismerte meg Erwin Rommelt, a gépesített harcmodor egyik kidolgozóját. 1931-ig dolgozott taktikai oktatótisztként az alakulatnál, ahol tevékenysége felkeltette tiszttársai figyelmét, ezért később a berlini hadi akadémiára küldték, ahol őrnaggyá nevezték ki. A fővárosban Paulus a nácik holdudvarába került. A nácikkal ápolt jó kapcsolata miatt összekülönbözött arisztokrata származású feleségével, aki megvetette a barnaingeseket. Paulus idővel maga is tartózkodással tekintett az utcán verekedéseket provokáló náci osztagokra és az SA Reichswehr pozícióira törő terveire.
Paulus sokat nyert a hadkötelezettség 1935-ös bevezetésével. Ezredessé lépett elő, és szeptemberben tagjává vált a hadsereg törzstiszti karának. E minőségében sokat dolgozott a német páncélos haderőnem fejlesztésén. 1939-ben tábornokká nevezték ki.

## Második világháború
1939 szeptemberében Paulus a 6. német hadsereg vezérkari főnökeként részt vett Lengyelország lerohanásában. 1940-ben csapatai élén a Belgium és Franciaország elleni hadjáratban tüntette ki magát. A 6. hadsereg Paulus vezetésével foglalta el Liège, Lille és Orléans városokat.
1940 szeptemberében visszahívták a törzskarba, ahol a Keitel tábornok által vezetett munkacsoport tagjaként a Szovjetunió elleni támadás tervein dolgozott. Terveiben Moszkva minél gyorsabb bevételét szorgalmazta.
Egy rövid afrikai kitérő után Paulus alakulataival betört a Szovjetunióba. A Barbarossa-terv azonban kudarcot vallott. A csapatok lassabban haladtak a kelleténél, a kitűzött célokat csak kimerülten érték el. Paulus felismerte, hogy hiba volt a szovjet ellenállás gyors megtörésében bízni. Mindezek ellenére igyekezett a Hitler által kitűzött célokat elérni.
1942 tavaszán Paulus a 6. hadsereg parancsnokaként azt a parancsot kapta, hogy a Donyec-medence iparvárosainak bevételével érje el Sztálingrádot és vágja el Moszkvától a Kaukázus térségét. Jelezte Hitlernek, hogy csapatai túl gyengék a Sztálingrád elleni hadjárathoz, de szavai észrevétlenül haltak el.

## Sztálingrád

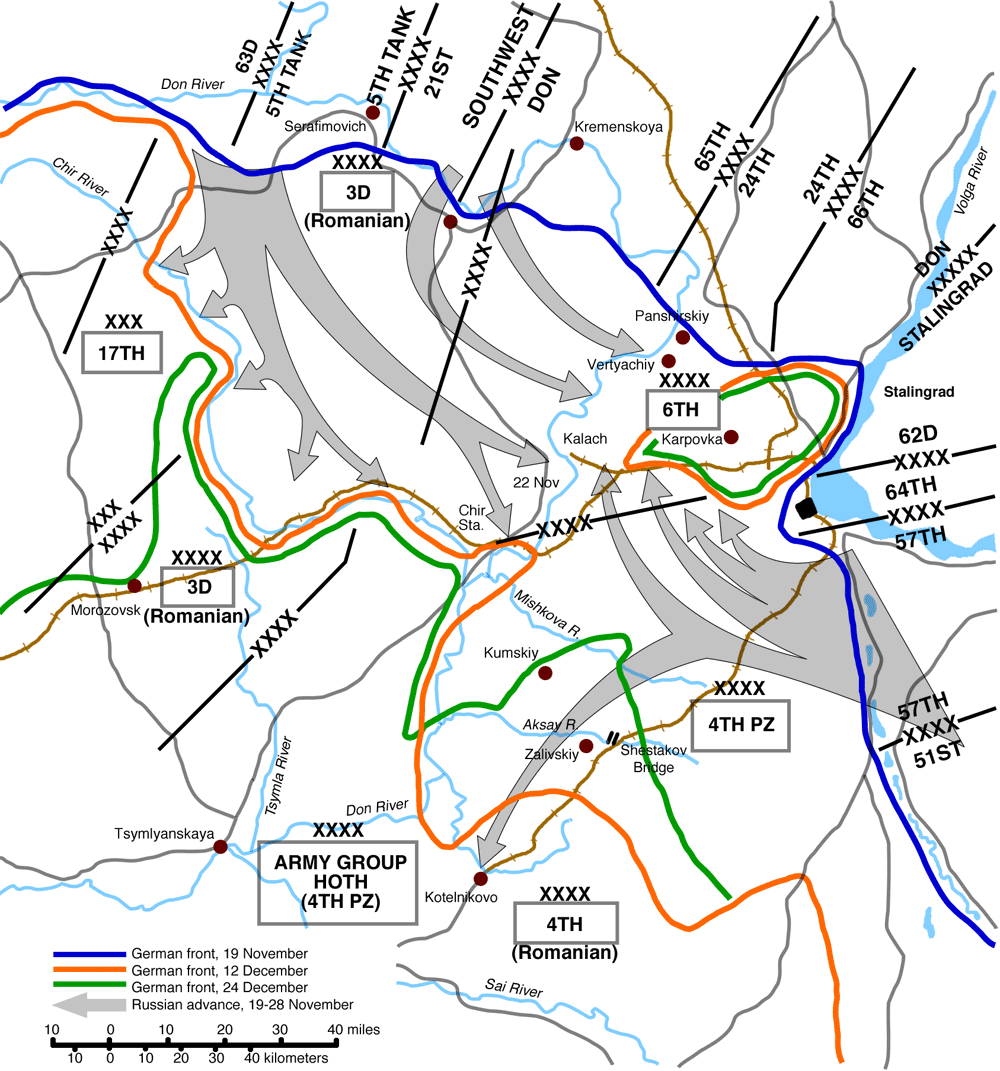
Sztálingrád szovjet bekerítése 1942 novemberében

A 6. hadsereg támadására a szovjetek a megerősített Sztálingrád felé vonultak vissza. A várost szeptemberben érte el az addigra már kimerült német hadsereg. Sztálingrád ostroma méterről méterre folyt. A német hadvezetés nem szokott a szűk utcákhoz és romhalmazzá vált házakhoz, a páncélostaktika alkalmazhatatlan volt. A szovjet védők meghiúsították a németek kísérleteit a Volga partjához való kijutásra, az utánpótlást szállító kompok szovjet kézen maradtak.
1942 novemberében megkezdődött a szovjetek ellentámadása. A bekerített 6. hadsereg felmentésére indított támadást a Vörös Hadsereg szétverte, a légi utánpótlás pedig elégtelen volt. Paulus december 23-án jelezte, hogy csapatai képtelenek kitartani a −40 °C-os hidegben. 1943. január 8-án kivégeztette a Vörös Hadsereg megadásra való ajánlatával érkező parlamentereket.
Két nappal később megindult a sztálingrádi német helyőrséget elsöprő szovjet támadás. Paulus folyamatosan követelte csapatai felmentését. Mindhiába. Január végére a német ellenállás megtört. Hitler január 31-én tábornaggyá léptette elő Paulust, ezzel gyakorlatilag öngyilkosságra szólította fel, mivel korábban német tábornagy még sosem esett élve fogságba. Paulus erre nem volt hajlandó, így rövidesen a Vörös Hadseregnek a német parancsnokságon megjelent tisztjei előtt letette a fegyvert.

## Hadifogság és Nürnberg
Paulust 27. számú hadifogolyként egy Moszkva melletti  hadifogolytáborba vitték, ahol kihallgatták. A következő nyáron Paulus – vonakodva ugyan – bekapcsolódott a hadifogságban lévő tisztek Hitler-ellenes szervezkedésébe. Vonakodva aláírta a szovjetek német katonákhoz írott propagandaleveleit. A nácik emiatt feleségét a dachaui koncentrációs táborba hurcolták. Paulus egyre jobban bekapcsolódott a náciellenes szervezkedésbe, ennek azonban csak annyi eredménye volt, hogy tiszttársai között elszigetelődött.
1944. október 30-án Sztálin személyesen kérte Paulust, hogy álljon a nácik ellen harcba bocsátkozó németek élére, a szervezkedés azonban eredmény nélkül maradt. 
A háború végén Nürnbergbe vitték, ahol a háborús bűnösök perében kellett felelnie a náci Német Birodalom érdekében elkövetett tetteiért. Paulus elismerte a Barbarossa-terv kidolgozásában játszott szerepét, majd főbűnösként Jodlt, Keitelt és Göringet nevezte meg. Paulus a per során mindenben a vádlóknak megfelelő vallomást tett.

## Szerepe azNDK-ban
1946-ban Paulust egy egyszerű szovjet fogolytáborba vitték. 1948-ban engedélyt kért, hogy a szovjet megszállási övezetben telepedhessen le. 1949-ben meghalt a felesége, akit fogságba esése óta Paulus egyszer sem látott. 1953-ban Paulus végre hazatérhetett. Egy szolgálati lakást kapott Drezdában, és az alakuló NDK-hadsereg tanácsadója lett. Lakását, telefonját figyelték, postáját elolvasták. A rendőrtiszti főiskolán kapott katedrát, hogy a második világháború történetét kutassa és tanítsa. Hevesen ellenezte a kiújuló fegyverkezési versenyt, és egy népi békemozgalom élére állt.
1957. február 1-jén hunyt el egy ritka idegrendszeri betegségben (amiotrófiás laterálszklerózis). Katonai tiszteletadás mellett Drezdában temették el.

## Paulus a kultúrában
- Térey János Paulus címen publikált monumentális verses regényt.